# Al Cantello

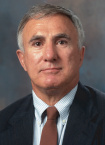
Al Cantello

Albert „Al“ Cantello (* 9. Juni 1931 in Norristown, Pennsylvania; † 17. Januar 2024) war ein US-amerikanischer Speerwerfer, der in den späten 1950er Jahren Schlagzeilen machte.

## Leben und Wirken
Von Beruf war Cantello, der an der La Salle University seinen Abschluss gemacht hatte, Marineleutnant. Erstmals in Erscheinung trat er 1955 mit einem 4. Platz bei den US-Meisterschaften. 1958 wurde er Vizemeister und 1959 und 1960 jeweils Meister.
Seine eigentümliche, von vielen belächelte Wurftechnik bestand darin, dass er in der Manier eines Sprinters Anlauf nahm und nach dem Abwerfen des Speers einen Hechtsprung mit anschließender Bauchlandung vollzog. Auf diese Weise konnte er nicht nur ein Übertreten verhindern, sondern auch seine Anlaufgeschwindigkeit optimal in Wurfweite umsetzen. Als er am 5. Juni 1959 in Compton 86,04 m warf und damit den drei Jahre alten Weltrekord des Norwegers Egil Danielsen um 33 cm übertraf, galt er als Favorit für die Olympischen Sommerspiele 1960 in Rom. Dort konnte er jedoch nicht an seine Erfolge anknüpfen: Mit 74,40 m kam er nur auf Platz 10. Damit teilte Albert  Cantello das Schicksal des Polen Janusz Sidło (Finale: Platz 8; 76,46 m). Sowohl er als auch der Pole hatten in der Qualifikation hervorragende Weiten erzielt (Cantello: 79,72 m; Sidło: 85,14 m), um im anschließenden Finaldurchgang regelrecht einzubrechen.
Nach dem Misserfolg in Rom konnte Cantello keine herausragenden Wettkampfergebnisse mehr erzielen. Bei einer Körpergröße von 1,71 m betrug sein Wettkampfgewicht 75 kg. 
Nach Beendigung seiner aktiven Laufbahn wurde er 1963 Leichtathletiktrainer an der United States Naval Academy, die er bis zu seinem Ruhestand zum 30. August 2018 ausführte. Aufgrund seiner Arbeit und Erfolge als Leichtathletiktrainer wurde Cantello 2013 in die Hall of Fame der US-amerikanischen Leichtathletik- und Crosslauf-Trainervereinigung (USTFCCCA) aufgenommen.